# Puná (pleme)
Puná je pleme američkih Indijanaca, koji su u kolonijalno doba živjeli na istoimenom otoku, a možda i na drugim otocima u zaljevu Guayaquil u Ekvadoru. Bili su srodni plemenima Huancavilca i Manta. Pune su bili u konstantnim ratovima sa svojim susjedima s obale, osobito s onima iz Túmbeza. Prema izvještajima, na otocima su uzgajali kukuruz i drugu kulturu, a posjedovali su i velik broj plovila od balsi. U vrijeme dolaska Španjolaca bili su pod pritiskom Inka, koji su nastojali blokirati njihovu trgovinu s kopnenim partnerima. Od oružja su imali naročite praćke, ratne kijače, sjekire od srebra i bakra te koplja.
Otokom je vladalo sedam kasika (cacique), od kojih je jedan bio najviši. Poglavice su bili poligamni, a sahranjivalo ih se s najljepšim stvarima koje su posjedovali i s najljepšim ženama. U svojim svetištima su vršili žrtvovanja životinja, robova i ratnih zarobljenika. 
Prema Thomasu Cavendishu, Pune su 1587. na svojim otocima imali nekoliko gradova, svaki s oko 200 kuća, a za jedan se kaže da je bio veći od Gravesenda u Engleskoj. Populacija im je iznosila oko 20.000.
Jezično su pripadali porodici Atalán.